# 丹羽長聰
丹羽 長聰（にわ ながとし、1944年〈昭和19年〉7月16日 - ）は、陸奥二本松藩丹羽家第18代当主。

## 経歴
丹羽孝一（丹羽家17代）の長男として生まれる。
1969年に日本大学文理学部を卒業。大学卒業後は松下電器産業に入社。電子部品の営業や福島県郡山市の郡山工場の工場長などを歴任。1999年に介護機器開発部門に勤務した後、2004年に定年退職。東京二本松会、二本松史跡保存会、福島県城下町連絡協議会などの会長などを務め、震災復興や史跡の保存・修復、観光資源の開発などに携わり現在においてもかつての旧領・二本松市と交流を続けている。
2024年には青山墓地に埋葬されていた丹羽家の歴代の遺骨を菩提寺の大隣寺に改葬させた。

## 親族
- 父：丹羽孝一